# Лангфорд (Јужна Дакота)
Лангфорд (енгл. Langford) град је у америчкој савезној држави Јужна Дакота.

## Демографија
По попису из 2010. године број становника је 313, што је 23 (7,9%) становника више него 2000. године.
| Група             | 2000.       | 2010.       |
| Белци             | 279 (96,2%) | 301 (96,2%) |
| Афроамериканци    | 0 (0,0%)    | 0 (0,0%)    |
| Азијати           | 0 (0,0%)    | 1 (0,3%)    |
| Хиспаноамериканци | 5 (1,7%)    | 2 (0,6%)    |
| Укупно            | 290         | 313         |